# Напади у Паризу 13. новембра 2015.
Терористички напад у Паризу у новембру 2015. био је координирани терористички акт на шест места у центру Париза, који се одиграо 13. и 14. новембра 2015. године, са најмање 130 смртно настрадалих од који је погинуло око 80 особа на рок концерту, а остале особе на другим локацијама у Паризу. Око 350 особа је повређено, од којих 80 критично.
Отприлике истовремено изведени су напади на шест локација у Паризу. Атентатори су отворили ватру на ресторан Le Petit Cambodge у центру Париза, бар Le Carillon и ресторан  La Belle Equipe. Неколико експлозија одјекнуло је код националне арене Стад де Франс, а на посетиоце концерта у концертној дворани Le Bataclan, је отворена ватра. Дан после напада, француски председник Франсоа Оланд оптужио је Исламску Државу да је организовала напад, што се и потврдило када је терористичка организација преузела на себе одговорност.
Сматра се да је Француска преживела највећи напад после Другог светског рата, и у знак подршке је већи део западног света у тродневној жалости и бојама француске заставе .

## Напади

### Фудбалска арена Стад де Франс
Прва експлозија одјекнула је око 21.23 сата, а затим још двије у следећих десет минута недалеко националне арене Стад де Франс док је у току била пријатељска утакмица између француске и немачке фудбалске репрезентације. Најмање четири особе су погинуле, од којих два атентатора. Председник Француске Франсоа Оланд, био је присутан на утакмици и током меча одведен је у сигурност, неповређен.

### РестораниLe Petit Cambodge и Le Carillon
Отприлике истовремено када су одјекнуле експлозије на Стад де Франс, једна особа је отворила ватру из аутоматског оружја из аутомобила у покрету, пуцајући на госте који су седели испред ресторана Le Carillon, ue Aliberg, и le Petit Cambodge, rue Bichat. Најмање 14 особа је погинуло а 10 је тешко повређено.

### Концертна дворанаBataclan
Убрзо после атентата испред ресторана, четири особе су отвориле ватру у пуној концертној дворани "Bataclan" где је требало да наступи амерички састав Eagles of Death Metal. Најмање 80 особа је погинуло, а велико број је повређених. Атентатори су остали у сали и преживеле су узели за таоце. У 00.25, специјалне снаге упале су у концертну дворану ослободивши таоце и тада један атентатор убијен док су се преостала тројица разнела.

### Макдоналдс
У 21.45, око 15 минута после почетка напада на Bataclan, атентатори су отворили ватру на Макдоналдс - ресторан на na rue du Fabourg-du-Temple i rue de la Fontaine-au-Roi. Пет особа је погинуло а 8 је тешко повређено.

### РесторанLa Belle Équipe
Девет минута касније једна особа је отворила ватру на госте који су седели испред ресторана на раскрсници између rue Faidherbe и la rue de Charonne. 19 особа је погинуло а 14 је тешко повређено.

## Последице
Најмање 130 особа је убијено и 352 повређено у нападима, од којих 80 критично. Према изјави министра спољних послова Белгије Дидије Рејндерса, убијена су двојица Белгијанаца. Међу убијенима је био и Хрват из Белгије, Милко Јозић. Ђули Бишоп, министар спољних послова Аустралије, изјавио је да је један грађанин Аустралије повређен. Француска је затворила границе и прогласила ванредно стање после напада.

## Атентатори
Потврђено је да је осам атентатора погинуло. Седам их се разнело, а једног су устрелиле специјалне полицијске снаге. Према изјави париског тужиоца, Франциос Молинс, атентатори су били организовани у три групе. Недалеко од места напада нађен је један сиријски и једни египатски пасош. Сиријски пасоши, који је пронађен недалеко арене Стад де Франс, припадао је особи која је у Грчкој пријављена као тражилац азила, а прошла је и Хрватском.